# 西黒部村
西黒部村（にしくろべむら）は三重県飯南郡にあった村。現在の松阪市西黒部町・松名瀬町にあたる。

## 地理
- 海洋：伊勢湾
- 河川：櫛田川、金剛川、勢々川

## 歴史
- 1889年（明治22年）4月1日 - 町村制の施行により、飯野郡西黒部村・松名瀬村の区域をもって西黒部村が成立。
- 1896年（明治29年）4月1日 - 所属郡が飯南郡に変更。
- 1954年（昭和29年）10月15日 - 松阪市に編入。同日西黒部村廃止。

## 地域

### 教育
- 西黒部村立西黒部小学校